# Аномієві
Аномієві (Anomiidae) — родина двостулкових молюсків ряду морські гребінці (Pectinoida).

## Опис
Ведуть прикріплений спосіб життя. Тільки що осілі на скелі й камені молоді аномії міцно прикріплюються до них бісусом, що пізніше просочується вапном, перетворюючись у тверду стеблинку, що виходить в отвір у нижній стулці раковини. Зубів немає; форма раковини неправильно округла, тому що повторює звичайно нерівності каменів, до яких щільно прилягає. Звичайна для морів теплої й помірної зон Атлантики — Anomia ephippium, а в далекосхідних морях — гігантська аномія Monia macrochisma. Розміри першої — близько 1-2 см, а другий — до 9-10 см. Обидві живуть на каменях і скелях прибережної зони й невеликих глибин. A. ephippium зустрічається також у Середземному морі, але в Чорне не проникає.

## Роди і види
За World Register of Marine Species:
- Рід Аномія (Anomia)
  - Anomia achaeus  Gray, 1850
  - Anomia chinensis Philippi, 1849
  - Anomia cytaeum  Gray, 1850
  - Anomia ephippium Linnaeus, 1758
  - Anomia macostata  Huber, 2010
  - Anomia peruviana d'Orbigny, 1846
  - Anomia simplex d'Orbigny, 1842
  - Anomia trigonopsis Hutton, 1877
- Рід Enigmonia
  - Enigmonia aenigmatica (Holten, 1803)
- Рід Heteranomia
  - Heteranomia squamula (Linnaeus, 1758)
- Рід Isomonia
  - Isomonia alberti  (Dautzenberg & H. Fischer, 1897)
  - Isomonia umbonata  (Gould, 1861)
- Рід Monia
  - Monia colon  (Gray, 1850)
  - Monia deliciosa  Iredale, 1936
  - Monia macroschisma (Deshayes, 1839)
  - Monia nobilis  (Reeve, 1859)
  - Monia patelliformis  (Linnaeus, 1767)
  - Monia squama  (Gmelin, 1791)
  - Monia timida  Iredale, 1939
  - Monia zelandica (Gray, 1843)
- Рід Patro
  - Patro australis (Gray in Jukes, 1847)
  - Patro undatus
- Рід Placuna
  - Placuna placenta (Linnaeus, 1758)
- Рід Pododesmus
  - Pododesmus foliatus (Broderip, 1834)
  - Pododesmus patelliformis (Linnaeus, 1761)
  - Pododesmus rudis (Broderip, 1834)